# Абанда, Франсуаза
Франсуаза Абанда (фр. Françoise Abanda; род. 5 февраля 1997, Монреаль) — канадская профессиональная теннисистка, член сборной Канады в Кубке Билли Джин Кинг.

## Биография
Франсуаза Абанда родилась в 1997 году в Монреале в семье выходцев из Камеруна и в детстве занималась коньками перед тем, как переключиться на теннис. Теннисом занимается и её старшая сестра Элизабет, тренировавшаяся в Национальном тренировочном центре Федерации тенниса Канады, а затем выступавшая за сборную Университета Барри (Флорида).
С 2009 года Франсуаза также занималась в Национальном тренировочном центре. В 2012 году, в возрасте 15 лет, она стала полуфиналисткой Уимблдонского турнира среди девушек, проиграв матч за выход в финал в трёх сетах. В апреле следующего года она поднялась в юниорском рейтинге ITF до четвёртого места, но после этого ей пришлось пропустить часть сезона из-за травмы плеча. В конце этого же года она выиграла свой первый взрослый профессиональный турнир, победив в паре с американкой Викторией Дюваль на турнире цикла ITF в Торонто.
В январе 2014 года Абанда выиграла во Флориде свой первый турнир ITF в одиночном разряде. В июне она вторично стала полуфиналисткой турнира Большого шлема среди девушек, на сей раз на Открытом чемпионате Франции, но проиграла сопернице, посеянной под первым номером. С января по август 2014 года канадка поднялась в рейтинге WTA с 563-го до 214-го места и на Открытом чемпионате США дебютировала в основной сетке среди взрослых. В октябре она достигла в рейтинге 175-й позиции.
В апреле 2015 года Абанда провела свою первую игру в рамках Кубка Федерации в составе сборной Канады. В рамках встречи с командой Румынии она нанесла первое за карьеру поражение сопернице из Top-50 рейтинга WTA — 33-й ракетке мира Ирине-Камелии Бегу. Абанда была включена в команду Канады на Панамериканских играх 2015 года в Торонто (дошла до второго круга в одиночном разряде, проиграв Монике Пуиг). В 2016 году она завоевала ещё два титула в одиночном разряде в турнирах ITF, в ноябре поднявшись на 163-е место в рейтинге.
В апреле 2017 года в матче Кубка Федерации против команды Казахстана Абанда принесла канадской сборной два очка, переиграв сначала 51-ю ракетку мира Ярославу Шведову, а затем 31-ю ракетку мира Юлию Путинцеву, и совместно с Бьянкой Андрееску обеспечила возвращение канадок во II Мировую группу. На Открытом чемпионате Франции и Уимблдонском турнире она успешно преодолела квалификационный отбор, а затем и первый круг, уступив во втором соответственно 12-й ракетке мира Каролине Возняцки и 13-й ракетке мира Елене Остапенко. Позже на турнире WTA в Квебеке ей удалось выйти в четвертьфинал после победы над посеянной под пятым номером Варварой Лепченко. К октябрю Абанда достигла в одиночном рейтинге 111-й позиции, окончив год на 125-м месте. Следующий сезон, однако, сложился для канадки неудачно — в апреле она получила травму головы в матче Кубка Федерации против Украины, её лучшим результатом стал четвертьфинал турнира класса WTA 125K, а на турнирах Большого шлема она ни разу не попадала в основную сетку, к концу года опустившись в середину третьей сотни рейтинга. Тем не менее в мае, в связи с резким падением Эжени Бушар в рейтинге, занимавшая 128-е место Абанда на некоторое время оказалась обладательницей самого высокого рейтинга среди канадских теннисисток. Это обстоятельство вначале осталось практически незамеченным, и она пожаловалась в «Твиттере», что не получает такого же внимания, как Бушар, из-за цвета кожи. Это заявление и ответ Канадской теннисной ассоциации, отвергавшей обвинения в расизме, получили намного бо́льшую огласку в прессе.
Значительную часть 2019 года Абанда, начавшая его с выхода в финал турнира ITF во Флориде, также пропустила из-за травм. Вернувшись на корт в июле, она трижды до конца года играла в полуфиналах турниров ITF, закончив сезон в четвёртой сотне рейтинга. За укороченный сезон 2020 года канадка сыграла лишь в нескольких турнирах, свой лучший результат показав в феврале в турнире ITF 100 в Кентукки, где тоже пробилась в полуфинал после победы над 60-й ракеткой мира Марией Боузковой. Поскольку очки, набранные в 2019 году, не снимались до конца нового сезона, место Абанды в рейтинге значительно не изменилось. 
В конце 2021 года, несмотря на низкое положение в рейтинге (353-е место), Абанда была приглашена в состав сборной Канады для участия в финальной части Кубка Билли Джин Кинг (бывший Кубок Федерации) ввиду неучастия ведущих теннисисток страны. Во встрече группового этапа она нанесла поражение представляющей Францию, действующего обладателя Кубка, Фионе Ферро (105-я позиция в рейтинге), что помогло канадкам выиграть матч с общим счётом 2:1.
В сезоне 2022 из-за травм не выступала с мая. В апреле была приглашена в сборную на матч Кубка Билли Джин Кинг в Ванкувере, но на корт не вышла. Вернулась к выступлениям в январе 2023 года, сыграв в нескольких турнирах во Флориде, но затем снова не появлялась на корте до конца сезона.

## Место в рейтинге в конце сезона
| Разряд           | 2012 | 2013 | 2014 | 2015 | 2016 | 2017 | 2018 | 2019 | 2020 | 2021 | 2022 | 2023 |
| ---------------- | ---- | ---- | ---- | ---- | ---- | ---- | ---- | ---- | ---- | ---- | ---- | ---- |
| Одиночный разряд | 606  | 563  | 193  | 384  | 164  | 125  | 224  | 350  | 306  | 349  | 770  |      |
| Парный разряд    | 530  | 283  | 397  | 271  | 590  |      |      | 1056 | 1101 |      |      | 1129 |

## Финалы турниров за карьеру

### Одиночный разряд

#### Турниры ITF в одиночном разряде (3-2)
| Легенда:         |
| ---------------- |
| 100.000 USD (0)  |
| 75.000 USD (0)   |
| 50.000 USD (0+2) |
| 25.000 USD (3+0) |
| 10.000 USD (0)   |

| Результат | №  | Дата           | Турнир                       | Покрытие | Соперница в финале   | Счёт в финале   |
| --------- | -- | -------------- | ---------------------------- | -------- | -------------------- | --------------- |
| Победа    | 1. | 13 января 2014 | Порт-Сент-Луси, Флорида, США | Грунт    | Хейди Эль-Табах      | 6-3, 6-4        |
| Поражение | 1. | 7 июля 2014    | Гатино, Квебек, Канада       | Хард     | Стефани Форетц-Гакон | 3-6, 6-3, 3-6   |
| Победа    | 2. | 14 марта 2016  | Ирапуато, Мексика            | Хард     | Лесли Керкове        | 6-2, 6-4        |
| Победа    | 3. | 3 октября 2016 | Реддинг, Калифорния, США     | Хард     | Сачия Викери         | 3-6, 6-4, 6-4   |
| Поражение | 2. | 20 января 2019 | Дайтона-Бич, Флорида, США    | Грунт    | Анна Бондарь         | 7-63, 6-75, 5-7 |

### Женский парный разряд

#### Турниры ITF в парном разряде (2-1)
| Результат | №  | Дата            | Турнир                      | Покрытие | Партнёрша       | Соперницы в финале                  | Счёт в финале     |
| --------- | -- | --------------- | --------------------------- | -------- | --------------- | ----------------------------------- | ----------------- |
| Поражение | 1. | 21 октября 2013 | Сагеней, Квебек, Канада     | Хард (i) | Виктория Дюваль | Андреа Главачкова Марта Домаховская | 5-7, 3-6          |
| Победа    | 1. | 28 октября 2013 | Торонто, Канада             | Хард (i) | Виктория Дюваль | Мелани Уден Джессика Пегула         | 7-65, 2-6, [11-9] |
| Победа    | 2. | 27 апреля 2015  | Шарлоттсвилл, Виргиния, США | Грунт    | Мария Санчес    | Ирина Хромачёва Ольга Янчук         | 6-1, 6-3          |